# 아빠 우리아빠
《아빠 우리아빠》는 문화방송에서 1985년 7월 19일부터 1986년 11월 2일까지 방영한 코믹드라마이다.

## 기획 의도
- 두 아이의 눈을 통해 소시민의 삶을 표현한 홈 코믹 드라마

## 출연진
- 임채무
- 남능미
- 김혜영
- 이규혁
- 김수양, 강태호(아역)